# Pont des Arts
Pont des Arts (česky Most umění) je most pro pěší a cyklisty přes řeku Seinu v Paříži. Nazývá se též Passerelle des Arts (Lávka umění). Spojuje 1. obvod na pravém břehu, kde se nachází Louvre a 6. obvod na levém, kde stojí Institut de France. Most byl pojmenován podle Louvru, který se během prvního císařství nazýval Palais des Arts (Palác umění). Od roku 1975 je most historickou památkou. V letech 1981–1984 musel být z technických důvodů přestavěn.

## Historie
Pont des Arts byl postaven v letech 1801–1804 pro chodce jako první železný most v Paříži. Původně měl deset oblouků, ale v roce 1852 při rozšiřování nábřeží na levém břehu se ze dvou oblouků stal jeden. V roce 1975 byl most zanesen mezi historické památky, ovšem již o rok později bylo konstatováno, že konstrukce mostu je velmi poškozená. Částečně bombardováním v letech 1918 a 1944 a také kolizemi s loděmi v letech 1961 a 1970. Most byl proto v roce 1977 uzavřen a v roce 1979 navíc došlo k závažnému poškození mostu v délce 60 metrů po nárazu lodi.
Most byl opraven a přebudován v letech 1981–1984 a slavnostně otevřen tehdejším pařížským starostou Jacquesem Chiracem 27. června 1984.
Na mostě někdy probíhají výstavy v plenéru, místo přitahuje malíře, fotografy i filmaře, především díky výhledu na ostrov Cité, v létě bývá oblíbeným místem pro pořádání pikniků.

## Architektura
Inženýři Louis-Alexandre de Cessart a Jacques Dillon navrhli most jako visutou zahradu s květinami, truhlíky a lavičkami. Současný most, jehož obnovu provedl architekt Louis Arretche, respektuje původní podobu mostu. Došlo pouze ke snížení počtu oblouků o dva, aby se sladil se sousedním mostem Pont Neuf. Most má nyní sedm oblouků. Kovová konstrukce s dřevěnou palubou spočívá na kamenných pilířích, celková délka činí 155 metrů a šířka 11 metrů.

## Pont des Arts ve filmu
Pro svůj vzhled i výhled na okolní pamětihodnosti se most objevil v mnoha filmech. Režisér Eugène Green v roce 2004 natočil film Le Pont des Arts, který vypráví příběh o neuskutečněné lásce mezi dvěma mladými lidmi, kteří se nikdy nesetkají. Film se odehrává v letech 1979–1980, tedy v době zničení mostu.
Ve filmu Agent bez minulosti se Matt Damon na konci filmu objeví na Pont des Arts. Most se rovněž v krátkých sekvencích objevil ve filmech Amélie z Montmartru nebo Paříži, miluji tě.

## Umístění
| \| \| Umístění mostu \|      | \| \| Umístění mostu \| | \| \| Umístění mostu \| |
| Most dole: Pont du Carrousel |                         | Most nahoře: Pont Neuf  |
| ---------------------------- | ----------------------- | ----------------------- |
|                              | Umístění mostu          |                         |